# カン・ミニ
- カン・ミニ
- カン・ミンヒ

カン・ミニ（강민희、 姜珉熙、2002年9月17日 - ）は、韓国の歌手。CRAVITYのメンバーであり、2019年から2020年までX1のメンバーとして活動していた。

## 来歴
2018年、STARSHIPエンターテインメントの公開練習生としてアン・ユジンと共にMad Clown x Ailee「Thirst」のMVに出演。
2019年、Mnetのオーディション番組『PRODUCE X 101』に参加。最終順位10位となり、X1のメンバーとしてデビュー。
2020年1月、X1が解散。同年3月、所属事務所STARSHIPエンターテインメントよりCRAVITYのメンバーとしてデビュー。
2022年、SBS MTV・SBS FiLで放送されている音楽番組「THE SHOW」のMCに起用される。

## ディスコグラフィ

### 参加楽曲
PRODUCE X 101
- 2019年3月21日、X1-MA「_지마（X1-MA）」
- 2019年7月5日、PRODUCE X 101 - 31 Boys 5 Concepts「이뻐이뻐 (Pretty Girl)」（크레파스 (Crayon)名義）
- 2019年7月20日 - PRODUCE X 101 - FINAL「소년미 (少年美)」「꿈을 꾼다 (Dream For You)」

## 出演

### テレビ番組
- PRODUCE X 101（2019年、Mnet）
- THE SHOW（2022年、SBS MTV・SBS FiL）- MC

### テレビドラマ
- IDOL：THE COUP D'ETAT（2021年、JTBC） - 第12話にて「ミュージックタンク」のMC役で特別出演。